# 次松大助
次松 大助（つぎまつ たいすけ、1979年9月13日 - ）は、日本のシンガーソングライター、ピアニスト。

## 略歴
1999年にスカバンドのThe Miceteethを結成。ソロ・プロジェクト「箱」としても活動bounce誌上において、「踏切次第」を連載（2009年5月14日・第40回をもって終了）。バンド解散後も個人名義で音楽活動を継続。2011年にMaNHATTANを結成。

## ディスコグラフィ

### ソロ
- Animation for oink, oink!（2009）
- Long Conte（2007）（「箱」として）
- Ballade for Night Zoo (2013)
- 喜劇”鴉片” (2018)

### MaNHATTAN
- Far Trance（2011）（アルバム）
- Giant Stomp（2011）（シングル）

### The Miceteeth
The Miceteethのディスコグラフィはこちらを参照。